# Melanoplus solitudinis
Melanoplus solitudinis är en insektsart som beskrevs av Morgan Hebard 1935. Melanoplus solitudinis ingår i släktet Melanoplus och familjen gräshoppor. Inga underarter finns listade i Catalogue of Life.